# Misty (nome)
Misty  è un nome proprio di persona inglese femminile.

## Varianti
- Femminili: Misti[1], Mistie

## Origine e diffusione
Deriva dall'omonima parola inglese, misty, che significa "nebbioso", "fioco", "vago" (da mist, "nebbia").
Il nome viene utilizzato anche in ragione delle immagini poetiche che evoca. La canzone Misty di Erroll Garner potrebbe aver contribuito a popolarizzarlo.

## Onomastico
Il nome è adespota, cioè non è portato da alcuna santa, quindi l'onomastico ricade il 1º novembre ad Ognissanti.

## Persone

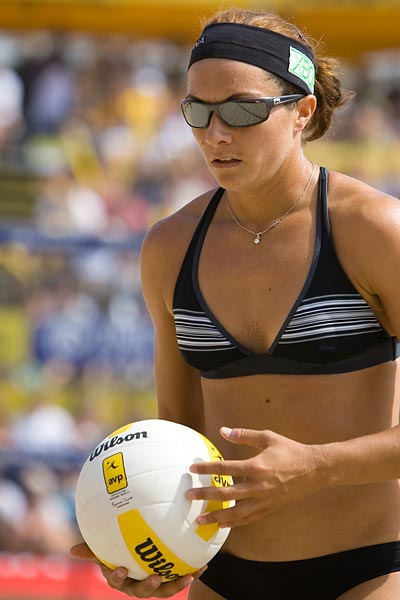
Misty May-Treanor

- Misty Hyman, nuotatrice statunitense
- Misty May-Treanor, giocatrice di beach volley statunitense
- Misty Rain, pornoattrice e regista statunitense
- Misty Upham, attrice statunitense

### Varianti
- Mistie Bass, cestista statunitense
- Misti Traya, attrice statunitense

## Il nome nelle arti
- Misty è un personaggio dei Pokémon.
- Misty è un personaggio della serie televisiva Geni per caso.
- Misty Fey è un personaggio della serie di videogiochi Ace Attorney.
- Misty Knight è un personaggio dei fumetti Marvel Comics.
- Misty è un brano musicale di Erroll Garner.